# Sminthopsis douglasi
Sminthopsis douglasi là một loài động vật có vú trong họ Dasyuridae, bộ Dasyuromorphia. Loài này được Archer mô tả năm 1979.